# 田中耀飛
田中 耀飛（たなか あきと、1996年3月5日 - ）は、日本の元プロ野球選手（外野手）。右投右打。NPB時代の登録名は「耀飛」。

## 経歴

### プロ入り前
小学2年生の時に「長曽根ストロングス」で外野手として野球を始める。中学時代は「浜寺ボーイズ」に所属。
英明高等学校では1年秋にレギュラーを獲得。2年秋には県大会で優勝し、四国大会8強に進出。全国大会出場はなかったものの、高校通算18本塁打を記録した。
高校卒業後は芦屋大学に進学し、2015年に芦屋大学と教育提携を結んでいるBASEBALL FIRST LEAGUEの兵庫ブルーサンダーズに入団する。

### 独立リーグ・兵庫時代
1年目は37試合に出場し、打率.333を記録。2年目は長打力が開花し、5本塁打を放ち本塁打王を獲得する。3年目は7月に行われた読売ジャイアンツとの練習試合で2本塁打を含む4安打6打点、9月19日と20日に行われた楽天との練習試合でも2試合連続で本塁打を放つ。
レギュラーシーズンでは15本塁打を放って本塁打王を獲得し、リーグ記録となる打率.422を記録し首位打者に輝く。また、シーズンMVPも獲得する。
2017年10月26日のドラフト会議で東北楽天ゴールデンイーグルスにドラフト5位で指名され、11月13日に契約金3000万円、年俸700万円（金額は推定）で契約合意した。背番号は50。12月25日、田中のドラフト指名を記念して、田中が兵庫ブルーサンダーズで着用した背番号77がチームの永久欠番に指定された。日本独立リーグ野球機構発足後、同機構に加盟していない独立リーグ球団から初の支配下枠指名であり、BASEBALL FIRST LEAGUE（現：関西独立リーグ）では2022年現在も田中が唯一の支配下枠指名選手である。

### 楽天時代
契約合意時に登録名を名前のみの「耀飛」とすることが発表された。
楽天入団初年度の2018年は、二軍キャンプのフリー打撃で29スイング中14発の柵越えを放つなどアピールしたが、シーズン中に故障したこともあり、一軍昇格は果たせなかった。二軍では、6月26日の対横浜DeNAベイスターズ戦（横浜スタジアム）で櫻井周斗からセンターバックスクリーン左への場外弾を放つも、公式戦での本塁打はこの1本のみにとどまり、25試合に出場し、打率.200、4打点といった成績に終わる。年俸は現状維持で、契約更改した。
2019年も春季キャンプから二軍スタート。この年も故障に苦しみ、7月から復帰するも、一軍出場はできずにシーズンを終えた。二軍で前年より多い42試合に出場したものの、打率.234、4本塁打、7打点、2盗塁という成績だった。同年10月18日に球団より戦力外通告を受けるが、同時に育成選手としての再契約を打診された。11月19日に育成契約を結んだことが球団から発表され、「支配下に上がり、一軍でホームランを打ちたいです」とコメントした。背番号は150に変更された。
育成選手となった2020年も春季キャンプは二軍スタート。シーズンが開幕すると打撃面の成長を見せ、二軍公式戦45試合に出場し、打率.330、4本塁打、23打点、2盗塁という好調な成績を残し、最終盤の4試合では16打数9安打、2本塁打と絶好調だった。しかし、支配下登録に戻ることなく、11月5日に球団から戦力外通告を受けた。現役続行を希望し、12月7日、明治神宮野球場で開催の12球団合同トライアウトに参加。シート打撃で4打席に立ち、いずれもバットを折られながらのライト前ヒット2本を記録した。スポーツライターの安倍昌彦はトライアウトの場での耀飛の立ち居振る舞いや打撃内容を高く評価した。

### 独立リーグ・福島時代
12月14日には自身のTwitterにてプロ野球選手を断念することを明らかにしていたが、2021年1月27日、ベースボール・チャレンジ・リーグ（ルートインBCリーグ）の福島レッドホープスに入団することが発表された。発表に付されたコメントでは、NPB復帰を目指すことを明言した。シーズンを通して試合に出場し、中地区4位の打率.345、3位の49打点、5位のOPS.959の打撃成績をあげたが、NPB球団から声は掛からず、シーズン終了後の10月1日に任意引退により退団することが発表された。

### 福島退団後
引退から1年あまりが経過した2022年12月27日、2年ぶりとなる12球団合同トライアウトに参加し、3打席とも内野ゴロの結果だった。

## 選手としての特徴
広角に長打を打てるパワーが持ち味。フルスイングを信条としている。

## 詳細情報

### 年度別打撃成績
- 一軍公式戦出場なし

### 独立リーグでの打撃成績
| 年 度    | 球 団    | 試 合 | 打 席 | 打 数 | 得 点 | 安 打 | 二 塁 打 | 三 塁 打 | 本 塁 打 | 塁 打 | 打 点 | 盗 塁 | 盗 塁 死 | 犠 打 | 犠 飛 | 四 球 | 敬 遠 | 死 球 | 三 振 | 併 殺 打 | 打 率 | 出 塁 率 | 長 打 率 | O P S |
| -------- | -------- | ----- | ----- | ----- | ----- | ----- | -------- | -------- | -------- | ----- | ----- | ----- | -------- | ----- | ----- | ----- | ----- | ----- | ----- | -------- | ----- | -------- | -------- | ----- |
| 2015     | 兵庫     | 37    | 130   | 108   | 21    | 36    | 7        | 5        | 1        | 56    | 29    | 4     | -        | 0     | 3     | 16    | -     | 3     | 12    | 6        | .333  | .433     | .519     | .952  |
| 2016     | 兵庫     | 22    | 100   | 74    | 17    | 27    | 4        | 1        | 5        | 48    | 32    | 4     | -        | 0     | 8     | 11    | -     | 7     | 8     | 1        | .365  | .489     | .649     | 1.138 |
| 2017     | 兵庫     | 32    | 143   | 109   | 36    | 46    | 11       | 1        | 15       | 104   | 39    | 6     | -        | 0     | 1     | 23    | -     | 10    | 1     | 3        | .422  | .552     | .954     | 1.506 |
| 2021     | 福島     | 58    | 253   | 220   | 36    | 76    | 20       | 0        | 7        | 117   | 49    | 4     | 0        | 0     | 1     | 22    | -     | 10    | 34    | 8        | .345  | .427     | .532     | .959  |
| BFL：3年 | BFL：3年 | 91    | 373   | 291   | 74    | 109   | 22       | 7        | 21       | 208   | 100   | 14    | -        | 0     | 12    | 50    | -     | 20    | 21    | 10       | .373  | .491     | .707     | 1.198 |
| BCL：1年 | BCL：1年 | 58    | 253   | 220   | 36    | 76    | 20       | 0        | 7        | 117   | 49    | 4     | 0        | 0     | 1     | 22    | -     | 10    | 34    | 8        | .345  | .427     | .532     | .959  |

- 各年度の太字はリーグ最高

### 独立リーグでのタイトル・表彰
タイトル (BFL)
- 首位打者：1回 （2017年）
- 本塁打王：2回 （2016年、2017年）
- シーズンMVP：1回 （2017年）

### 背番号
- 77 （2015年 - 2017年） ※兵庫ブルーサンダーズの永久欠番（2017年12月25日制定）
- 50 （2018年 - 2019年）
- 150 （2020年）
- 3 （2021年）

### 登録名
- 田中 耀飛[注 1]（たなか あきと、2015年 - 2017年、2021年）
- 耀飛 （あきと、2018年 - 2020年）